# Кармель (лікарня)
32°47′11″ пн. ш. 34°58′49″ сх. д. / 32.786355555556° пн. ш. 34.980352777778° сх. д.
Медичний центр Кармель (івр. ‏מרכז רפואי כרמל‏‎) — лікарня, розташована в районі Ахуза в Хайфі, і належить лікарняній касі «Клалит».
Медичний центр Кармель налічує 2 тис. Чоловік персоналу, серед яких 350 лікарів вищої категорії. Структуру клініки складають 30 відділень, 11 операційних.

## Історія
Спочатку медичний корпус «Кармель» розташовувався в триповерховій будівлі, побудованому за проектом Моше Герстель.
У 1976 році був відкритий головний корпус комплексу. Автором проекту був Яків Ріхтер. У тому ж році в будівлі було відкрито більшість відділень комплексу.

## Відділення
Медичний центр Кармель працює в напрямку кардіології, онкології, неврології, акушерства і гінекології. Також тут добре розвинені пульмонологія, офтальмологія, дерматологія, пластична хірургія, психіатрія.